# Discografia de Metallica
Metallica é uma banda estadunidense de thrash metal formada em 1981 por Lars Ulrich (bateria) e James Hetfield (guitarra e vocal). Após várias mudanças de guitarristas e baixistas, foram escolhidos Kirk Hammett e Cliff Burton, respectivamente. No ano seguinte, Metallica começou a tocar localmente e lançou duas demos, Power Metal e No Life 'Till Leather. A segunda demo chamou a atenção de Johny Zazula, que assinou o Metallica com a Megaforce Records. Pela gravadora o grupo lançou, Kill 'Em All (1983) e Ride the Lightning (1984). Logo após, Metallica deixou a Megaforce e assinou com a Elektra Records.
Em 1986, Metallica lançou Master of Puppets, que foi o primeiro álbum da banda certificado como disco de ouro nos Estados Unidos pela Recording Industry Association of America (RIAA). Enquanto promoviam o álbum, Burton morreu em um acidente com o ônibus que transportava a banda. Jason Newsted foi escolhido o substituto e o primeiro lançamento da banda com o novo integrante foi o EP Garage Days Re-Revisited (1987). Lançado em 1988, ...And Justice for All foi o primeiro álbum de estúdio do Metallica que atingiu o top 10 nos E.U.A., alcançando o sexto lugar na Billboard 200.
O autointitulado Metallica (1991) atingiu o topo da Billboard 200 e, desde então, já foi certificado 16 vezes platina pela RIAA. Para promover o álbum, a banda embarcou em uma turnê de dois anos, documentada no box Live Shit: Binge & Purge, lançado em 1993. Três anos depois, foram lançados Load (1996) e ReLoad (1997); ambos os lançamentos atingiram o primeiro lugar em seu país de origem. Após o lançamento da compilação Garage Inc. (1998) e do ao vivo S&M (1999), Newsted deixou a banda, em 2001.
Na gravação de seu oitavo álbum de estúdio, St. Anger (2003), a banda contou com o produtor Bob Rock como baixista. Nesse mesmo ano, Robert Trujillo foi anunciado como o substituto permanente. Em 2008, Metallica lançou Death Magnetic, tornando-se o quinto disco consecutivo da banda a chegar ao número um nos EUA. Em abril de 2009, o catálogo da banda foi lançado no iTunes Store como The Metallica Collection. O último álbum do grupo foi Lulu, lançado em 2011 em parceria com o cantor Lou Reed. Desde o lançamento de seu primeiro álbum, Metallica já vendeu mais de 100 milhões de copias mundialmente, o que torna uma das mais bem sucedidas bandas de heavy metal todos os tempos.

## Álbuns

### Estúdio
| 1983                                                                                        | Kill 'Em All[a] - Lançado: Julho de 1983 - Gravadora: Megaforce (#60766) - Formato: CD, cassete, LP                 | 66 | 55 | —  | 12 | 58 | —  | —  | 28 | 65 | 142 | EUA: 3× Platina CAN: Platina                             |
| 1984                                                                                        | Ride the Lightning - Lançado: Agosto de 1984 - Gravadora: Megaforce(#60396) - Formato: CD, cassete, LP              | 48 | 38 | —  | 9  | 47 | 40 | 32 | 22 | 78 | 87  | EUA: 5× Platina CAN: Platina                             |
| 1986                                                                                        | Master of Puppets - Lançado: 3 março de 1986 - Gravadora: Elektra (#60439) - Formato: CD, cassete, LP               | 29 | 33 | 52 | 7  | 31 | 30 | 33 | 14 | 18 | 41  | EUA: 6× Platina CAN: 2× Platina                          |
| 1988                                                                                        | ...And Justice for All - Lançado: 25 de agosto de 1988 - Gravadora: Elektra (#60812) - Formato: CD, cassete, LP     | 6  | 16 | 13 | 8  | 5  | 8  | 36 | 5  | 7  | 4   | EUA: 8× Platina CAN: 3× Platina                          |
| 1991                                                                                        | Metallica[b] - Lançado: 13 de agosto de 1991 - Gravadora: Elektra (#61113) - Formato: CD, cassete, LP, DVD-A        | 1  | 1  | 1  | 4  | 1  | 1  | 1  | 4  | 1  | 1   | EUA: Diamante CAN: Diamante                              |
| 1996                                                                                        | Load - Lançado: 4 de junho de 1996 - Gravadora: Elektra (#61923) - Formato: CD, cassete, LP                         | 1  | 1  | 1  | 1  | 1  | 1  | 1  | 1  | 1  | 1   | EUA: 5× Platina CAN: 4× Platina EU: 2× Platina BRA: Ouro |
| 1997                                                                                        | ReLoad - Lançado: 18 de novembro de 1997 - Gravadora: Elektra (#62126) - Formato: CD, cassete, LP                   | 1  | 2  | 2  | 1  | 1  | 1  | 1  | 1  | 1  | 4   | EUA: 3× Platina CAN: 2× Platina EU: 2× Platina           |
| 2003                                                                                        | St. Anger[c] - Lançado: 5 de junho de 2003 - Gravadora: Elektra (#62853) - Formato: CD, LP                          | 1  | 1  | 1  | 1  | 1  | 1  | 1  | 1  | 2  | 3   | EUA: 2× Platina CAN: 2× Platina EU: Platina BRA: Ouro    |
| 2008                                                                                        | Death Magnetic - Lançado: 12 de setembro de 2008 - Gravadora: Warner Bros. (#508732) - Formato: CD, LP              | 1  | 1  | 1  | 1  | 1  | 1  | 1  | 1  | 1  | 1   | EUA: 2× Platina CAN: 3× Platina EU: 5× Platina BRA: Ouro |
| 2016                                                                                        | Hardwired... to Self-Destruct - Lançado: 18 de novembro de 2016 - Gravadora: Blackened Recordings - Formato: CD, LP | 1  | 1  | 1  | 1  | 1  | 1  | 1  | 1  | 1  | 2   | CAN: Platina EUA: Platina EU: Ouro                       |
| 2023                                                                                        | 72 Seasons - Lançado: 14 de abril de 2023 - Gravadora: Blackened Recordings                                         |    |    |    |    |    |    |    |    |    |     |                                                          |
| "—" denota um lançamento que não entrou na parada musical, ou não foi lançado naquele país. | |    |    |    |    |    |    |    |    |    |     |                                                          |

### Colaboração
| Ano  | Detalhes do álbum                                                              | Melhores posições nas paradas | Melhores posições nas paradas | Melhores posições nas paradas | Melhores posições nas paradas | Melhores posições nas paradas | Melhores posições nas paradas | Melhores posições nas paradas | Melhores posições nas paradas | Melhores posições nas paradas | Melhores posições nas paradas | Vendas        |
| Ano  | Detalhes do álbum                                                              | US                            | AUS                           | AUT                           | CAN                           | FIN                           | GER                           | NZ                            | SWE                           | SWI                           | UK                            | Vendas        |
| ---- | ------------------------------------------------------------------------------ | ----------------------------- | ----------------------------- | ----------------------------- | ----------------------------- | ----------------------------- | ----------------------------- | ----------------------------- | ----------------------------- | ----------------------------- | ----------------------------- | ------------- |
| 2011 | Lulu (com Lou Reed) - Lançado: 1 de novembro de 2011 - Gravadora: Warner Bros. | 36                            | 33                            | 25                            | 16                            | 6                             | 11                            | 12                            | 9                             | 14                            | 26                            | - EUA: 16,000 |

### Álbuns de covers
| Ano  | Detalhes do álbum                                                                              | Melhores posições nas paradas | Melhores posições nas paradas | Melhores posições nas paradas | Melhores posições nas paradas | Melhores posições nas paradas | Melhores posições nas paradas | Melhores posições nas paradas | Melhores posições nas paradas | Melhores posições nas paradas | Melhores posições nas paradas | Melhores posições nas paradas | Melhores posições nas paradas | Certificações               |
| Ano  | Detalhes do álbum                                                                              | USA                           | DEU                           | AUS                           | AUT                           | CAN                           | FIN                           | FRA                           | NOR                           | NLD                           | GBR                           | SWE                           | CHE                           | Certificações               |
| ---- | ---------------------------------------------------------------------------------------------- | ----------------------------- | ----------------------------- | ----------------------------- | ----------------------------- | ----------------------------- | ----------------------------- | ----------------------------- | ----------------------------- | ----------------------------- | ----------------------------- | ----------------------------- | ----------------------------- | --------------------------- |
| 1998 | Garage, Inc. - Lançado: 24 de novembro de 1998 - Gravadora: Elektra (#62299) - Formato: CD, LP | 2                             | 1                             | 2                             | 3                             | 3                             | 1                             | 9                             | 1                             | 8                             | 29                            | 1                             | 10                            | EUA: 5× Platina UE: Platina |

## Álbuns ao vivo
| 1993                                                                                        | Live Shit: Binge & Purge[a] - Lançado: 23 de novembro de 1993 - Gravadora: Elektra (#61594) - Formato: VHS, CD, DVD                                     | 26 | 18 | 40 | —  | 68 | 32 | —  | — | —  | 54 |                                                |
| 1999                                                                                        | S&M - Lançado: 23 de novembro de 1999 - Gravadora: Elektra (#62463) - Formato: CD, DVD, LP                                                              | 2  | 1  | 4  | 2  | 1  | 1  | 11 | 1 | 4  | 33 | EUA: 5× Platina CAN: 3× Platina EU: 2× Platina |
| 2009                                                                                        | Orgullo, Pasión y Gloria: Tres Noches en la Ciudad de México - Lançado: 30 de novembro de 2009 - Gravadora: Universal Music - Formato: Blu-ray, DVD, CD | —  | —  | —  | —  | —  | —  | —  | — | —  | —  |                                                |
| 2010                                                                                        | The Big 4 Live from Sofia, Bulgaria - Lançado: 15 de outubro de 2010 - Gravadora: Universal Music - Formato: Blu-ray, DVD, CD                           | —  | 71 | —  | 31 | 59 | —  | —  | — | 63 | —  |                                                |
| 2020                                                                                        | S&M2 - Lançado: 28 de agosto de 2020 - Gravadora: Blackened Records - Formato: Blu-ray, DVD, CD                                                         | 4  | 1  | 4  | 3  | 1  | 6  | 7  | — | 2  | 2  | GER: Ouro POL: Ouro                            |
| "—" denota um lançamento que não entrou na parada musical, ou não foi lançado naquele país. | |    |    |    |    |    |    |    |   |    |    |                                                |

## Álbuns de trilha sonora
| Ano  | Título e detalhes                                                                   | Melhores posições nas paradas | Melhores posições nas paradas | Melhores posições nas paradas | Melhores posições nas paradas | Melhores posições nas paradas | Melhores posições nas paradas | Melhores posições nas paradas | Melhores posições nas paradas | Melhores posições nas paradas | Melhores posições nas paradas |
| Ano  | Título e detalhes                                                                   | US                            | AUS                           | AUT                           | CAN                           | FIN                           | GER                           | NZ                            | SWE                           | SWI                           | UK                            |
| ---- | ----------------------------------------------------------------------------------- | ----------------------------- | ----------------------------- | ----------------------------- | ----------------------------- | ----------------------------- | ----------------------------- | ----------------------------- | ----------------------------- | ----------------------------- | ----------------------------- |
| 2013 | Metallica: Through the Never - Lançamento: 24 de setembro de 2013 - Selo: Blackened | 9                             | 16                            | 4                             | 9                             | 11                            | 6                             | 11                            | 30                            | 16                            | 36                            |

## EPs
| Ano                                                                      | Detalhes | Posições | Posições | Posições | Posições | Posições | Certificações              |
| Ano                                                                      | Detalhes | EUA      | AUS      | AUT      | SUI      | NZL      | Certificações              |
| ------------------------------------------------------------------------ | --- | -------- | -------- | -------- | -------- | -------- | -------------------------- |
| 1987                                                                     | The $5.98 E.P.: Garage Days Re-Revisited - Lançamento: 21 de Agosto de 1987 - Gravadora: Elektra (ELK #48838) - Formato: CD, LP, cassette | 28       | —        | —        | —        | —        | - EUA: Platina - CAN: Ouro |
| 2004                                                                     | Some Kind of Monster - Lançamento: 13 de Julho de 2004 - Gravadora: Elektra (ELK #48838) - Formato: CD                                    | 37       | —        | 40       | 71       | —        |                            |
| 2010                                                                     | Six Feet Down Under - Lançamento: 20 de Setembro de 2010 - Gravadora: Universal - Formato: CD                                             | —        | 12       | —        | —        | 6        |                            |
| 2010                                                                     | Six Feet Down Under Part II - Released: 12 de Novembro de 2010 - Label: Universal - Format: CD                                            | —        | 13       | —        | —        | —        |                            |
| 2010                                                                     | Live at Grimey's - Lançamento: November 26, 2010 - Gravadora: Universal - Formato: CD, LP                                                 | —        | —        | —        | —        | —        |                            |
| 2011                                                                     | Beyond Magnetic - Lançamento: 13 de Dezembro de 2011 - Gravadora: Warner Bros - Formato: Digital, CD                                      | 32       | —        | —        | —        | —        |                            |
| "—" denota álbuns que foram lançados mas não entratam na parada musical. | |          |          |          |          |          |                            |

## Singles
| Ano                                                                                         | Canção                     | Melhores posições nas paradas | Melhores posições nas paradas | Melhores posições nas paradas | Melhores posições nas paradas | Melhores posições nas paradas | Melhores posições nas paradas | Melhores posições nas paradas | Melhores posições nas paradas | Melhores posições nas paradas | Melhores posições nas paradas | Melhores posições nas paradas | Melhores posições nas paradas | Certificações          | Álbum                        |
| Ano                                                                                         | Canção                     | EUA                           | ALE                           | AUS                           | AUT                           | CAN                           | FIN                           | FRA                           | NOR                           | HOL                           | GBR                           | SUE                           | SUI                           | Certificações          | Álbum                        |
| ------------------------------------------------------------------------------------------- | -------------------------- | ----------------------------- | ----------------------------- | ----------------------------- | ----------------------------- | ----------------------------- | ----------------------------- | ----------------------------- | ----------------------------- | ----------------------------- | ----------------------------- | ----------------------------- | ----------------------------- | ---------------------- | ---------------------------- |
| 1983                                                                                        | "Whiplash"                 | —                             | —                             | —                             | —                             | —                             | —                             | —                             | —                             | —                             | —                             | —                             | —                             |                        | Kill 'Em All                 |
| 1984                                                                                        | "Jump in the Fire"         | —                             | —                             | —                             | —                             | —                             | —                             | —                             | —                             | —                             | —                             | —                             | —                             |                        | Kill 'Em All                 |
| 1984                                                                                        | "Creeping Death"           | —                             | —                             | —                             | —                             | —                             | —                             | —                             | —                             | —                             | —                             | —                             | —                             |                        | Ride the Lightning           |
| 1988                                                                                        | "Harvester of Sorrow"      | —                             | —                             | —                             | —                             | —                             | —                             | —                             | —                             | —                             | 20                            | —                             | —                             |                        | ...And Justice for All       |
| 1989                                                                                        | "One"                      | 35                            | —                             | 38                            | —                             | —                             | —                             | —                             | 4                             | 3                             | 13                            | 3                             | 22                            | EUA: Ouro              | ...And Justice for All       |
| 1991                                                                                        | "Enter Sandman"            | 16                            | 9                             | 10                            | —                             | 17                            | —                             | —                             | 2                             | 10                            | 5                             | 14                            | 11                            | EUA: Platina CAN: Ouro | Metallica                    |
| 1991                                                                                        | "The Unforgiven"           | 35                            | 47                            | 10                            | —                             | —                             | —                             | 28                            | —                             | 25                            | 15                            | 32                            | —                             |                        | Metallica                    |
| 1992                                                                                        | "Nothing Else Matters"     | 34                            | 2                             | 8                             | —                             | 41                            | 14                            | 10                            | 3                             | 4                             | 6                             | 12                            | 5                             |                        | Metallica                    |
| 1992                                                                                        | "Wherever I May Roam"      | 82                            | 30                            | 14                            | —                             | —                             | —                             | 28                            | 2                             | 22                            | 25                            | 28                            | —                             |                        | Metallica                    |
| 1992                                                                                        | "Sad but True"             | 98                            | 42                            | 48                            | —                             | —                             | —                             | —                             | 5                             | 10                            | 20                            | 31                            | —                             |                        | Metallica                    |
| 1996                                                                                        | "Until It Sleeps"          | 10                            | 15                            | 1                             | 12                            | 5                             | 1                             | 10                            | 2                             | 5                             | 5                             | 1                             | 22                            | EUA: Ouro              | Load                         |
| 1996                                                                                        | "Hero of the Day"          | 60                            | 39                            | 2                             | 29                            | —                             | 3                             | —                             | 8                             | 25                            | 17                            | 10                            | —                             |                        | Load                         |
| 1996                                                                                        | "Mama Said"                | —                             | —                             | 24                            | —                             | —                             | 4                             | —                             | 13                            | 58                            | 19                            | 24                            | —                             |                        | Load                         |
| 1997                                                                                        | "King Nothing"             | 90                            | —                             | —                             | —                             | 67                            | —                             | —                             | —                             | —                             | —                             | —                             | —                             |                        | Load                         |
| 1997                                                                                        | "The Memory Remains"       | 28                            | 20                            | 6                             | 20                            | —                             | 1                             | —                             | 3                             | 15                            | 13                            | 4                             | 30                            |                        | ReLoad                       |
| 1998                                                                                        | "The Unforgiven II"        | 59                            | 23                            | 9                             | 18                            | —                             | 1                             | 89                            | 8                             | 16                            | 15                            | 8                             | —                             |                        | ReLoad                       |
| 1998                                                                                        | "Fuel"                     | —                             | 57                            | 2                             | —                             | —                             | 5                             | —                             | —                             | 53                            | 31                            | 49                            | —                             |                        | ReLoad                       |
| 1998                                                                                        | "Turn the Page"            | —                             | 23                            | 11                            | 19                            | —                             | 7                             | —                             | 11                            | 42                            | —                             | 13                            | —                             |                        | Garage, Inc.                 |
| 1998                                                                                        | "Whiskey in the Jar"       | —                             | 23                            | 14                            | 30                            | —                             | 16                            | —                             | 4                             | 47                            | 29                            | 15                            | —                             |                        | Garage, Inc.                 |
| 1999                                                                                        | "Nothing Else Matters"     | —                             | —                             | 28                            | 6                             | —                             | —                             | —                             | —                             | 3                             | —                             | —                             | 4                             |                        | S&M                          |
| 2000                                                                                        | "No Leaf Clover"           | 74                            | 40                            | 41                            | —                             | —                             | —                             | —                             | 9                             | 41                            | —                             | 50                            | 99                            |                        | S&M                          |
| 2000                                                                                        | "I Disappear"              | 76                            | 14                            | —                             | 25                            | —                             | 2                             | 45                            | 8                             | 36                            | 35                            | 25                            | 20                            |                        | M:I-2                        |
| 2003                                                                                        | "St. Anger"                | —                             | 15                            | 15                            | 17                            | —                             | 5                             | —                             | 6                             | 12                            | 9                             | 9                             | 28                            |                        | St. Anger                    |
| 2003                                                                                        | "Frantic"                  | —                             | 21                            | 22                            | 30                            | —                             | 4                             | 59                            | 5                             | 22                            | 16                            | 13                            | 57                            |                        | St. Anger                    |
| 2004                                                                                        | "The Unnamed Feeling"      | —                             | 24                            | 23                            | 42                            | —                             | 2                             | 60                            | 10                            | 20                            | 42                            | 37                            | 47                            |                        | St. Anger                    |
| 2004                                                                                        | "Some Kind of Monster"     | —                             | —                             | —                             | —                             | —                             | 5                             | —                             | —                             | —                             | —                             | —                             | —                             |                        | St. Anger                    |
| 2008                                                                                        | "The Day That Never Comes" | 31                            | —                             | 18                            | 25                            | —                             | 1                             | —                             | 1                             | 20                            | 19                            | 3                             | 32                            |                        | Death Magnetic               |
| 2008                                                                                        | "My Apocalypse"            | 67                            | —                             | 38                            | 56                            | —                             | 3                             | —                             | 9                             | 33                            | 51                            | 15                            | —                             |                        | Death Magnetic               |
| 2008                                                                                        | "Cyanide"                  | 50                            | —                             | 48                            | —                             | —                             | 4                             | —                             | 15                            | —                             | 48                            | 14                            | —                             |                        | Death Magnetic               |
| 2008                                                                                        | "The Judas Kiss"           | —                             | —                             | —                             | —                             | —                             | 20                            | —                             | 13                            | —                             | 79                            | 44                            | —                             |                        | Death Magnetic               |
| 2008                                                                                        | "The Unforgiven III"       | —                             | —                             | —                             | 41                            | —                             | 16                            | —                             | 8                             | —                             | —                             | 34                            | 12                            |                        | Death Magnetic               |
| 2008                                                                                        | "All Nightmare Long"       | —                             | 15                            | —                             | 51                            | —                             | 11                            | 57                            | —                             | 7                             | —                             | —                             | —                             |                        | Death Magnetic               |
| 2009                                                                                        | "Broken, Beat & Scarred"   | —                             | —                             | —                             | 74                            | —                             | 4                             | —                             | —                             | 25                            | —                             | —                             | —                             |                        | Death Magnetic               |
| 2011                                                                                        | "The View"                 | —                             | —                             | —                             | —                             | —                             | 4                             | —                             | —                             | —                             | —                             | —                             | —                             |                        | Lulu                         |
| 2014                                                                                        | "Lords of Summer"          | —                             | —                             | —                             | —                             | —                             | —                             | —                             | —                             | —                             | —                             | —                             | —                             |                        | —                            |
| 2016                                                                                        | "Hardwired"                | —                             | —                             | 70                            | —                             | —                             | —                             | —                             | —                             | —                             | 186                           | 72                            | —                             |                        | Hardwired...to Self-Destruct |
| 2016                                                                                        | "Moth into Flame"          | —                             | —                             | —                             | —                             | —                             | —                             | —                             | —                             | —                             | —                             | —                             | —                             |                        | Hardwired...to Self-Destruct |
| "—" denota um lançamento que não entrou na parada musical, ou não foi lançado naquele país. |                            |                               |                               |                               |                               |                               |                               |                               |                               |                               |                               |                               |                               |                        |                              |

## Vídeos
| 1987                                                                                        | Cliff 'Em All - Lançado: 4 de dezembro de 1987 - Gravadora: Elektra (#40106) - Formato: DVD, VHS                                         | 20 | — | 7 | — | —  | — | — | EUA: 4× Platina                              |
| 1989                                                                                        | 2 of One - Lançado: 20 de junho de 1989 - Gravadora: Elektra (#40109) - Formato: VHS                                                     | 31 | — | — | — | —  | — | — | EUA: Platina                                 |
| 1992                                                                                        | A Year and a Half in the Life of Metallica - Lançado: 12 de agosto de 1992 - Gravadora: Elektra (#40148) - Formato: DVD, VHS             | 26 | — | — | — | —  | — | — | EUA: 3× Platina                              |
| 1998                                                                                        | Cunning Stunts - Lançado: 8 de dezembro de 1998 - Gravadora: Elektra (#40202) - Formato: DVD, VHS                                        | 3  | 1 | — | 1 | —  | — | — | EUA: 3× Platina                              |
| 1999                                                                                        | S&M - Lançado: 23 de novembro de 1999 - Gravadora: Elektra (#40218) - Formato: DVD, VHS, CD                                              | 12 | 1 | — | 4 | —  | — | — | EUA: 6× Platina CAN: 3× Platina BRA: Platina |
| 2006                                                                                        | The Videos 1989–2004 - Lançado: 5 de dezembro de 2006 - Gravadora: Warner Bros. (#38696) - Formato: DVD                                  | 4  | 1 | — | 4 | 34 | 1 | — | CAN: Ouro                                    |
| 2009                                                                                        | Français Pour Une Nuit - Lançado: 23 de Novembro de 2009 - Gravadora: Warner Bros. (#38696) - Formato: Blu-ray, DVD                      | —  | 2 | — | 2 | —  | — | 9 | AUS: Ouro FRA: 3× Platina                    |
| 2009                                                                                        | Orgulho, Paixão e Glória: Três Noites na Cidade do México - Lançado: 2010 - Gravadora: Warner Bros. (#38696) - Formato: Blu-ray, DVD, CD | —  | — | — | 2 | —  | — | — | ARG: Platina BRA: 3× Platina                 |
| 2010                                                                                        | The Big 4 Live from Sofia, Bulgaria - Lançado: 2010 - Gravadora: Warner Brothers. - Formato: Blu-Ray, DVD, CD                            | 1  | 1 | — | 1 | 4  | 1 | 1 | EUA: 2× Platina BRA: Platina                 |
| 2012                                                                                        | Quebec Magnetic - Lançado: 10 de dezembro de 2012 - Gravadora: Blackened Recordings. - Formato: Blu-ray, DVD                             | 3  | 3 | — | 1 | 29 | — | 9 | BRA: Platina                                 |
| "—" denota um lançamento que não entrou na parada musical, ou não foi lançado naquele país. | |    |   |   |   |    |   |   |                                              |

## Videoclipes
| Ano  | Título                     | Diretor(es)                |
| ---- | -------------------------- | -------------------------- |
| 1989 | "One"                      | Bill Pope, Michael Salomon |
| 1991 | "Enter Sandman"            | Wayne Isham                |
| 1991 | "The Unforgiven"           | Matt Mahurin               |
| 1992 | "Nothing Else Matters"     | Adam Dubin                 |
| 1992 | "Wherever I May Roam"      | Wayne Isham                |
| 1992 | "Sad but True"             | Wayne Isham                |
| 1996 | "Until It Sleeps"          | Samuel Bayer               |
| 1996 | "Hero of the Day"          | Anton Corbijn              |
| 1996 | "Mama Said"                | Anton Corbijn              |
| 1997 | "King Nothing"             | Matt Mahurin               |
| 1997 | "The Memory Remains"       | Paul Andresen              |
| 1998 | "The Unforgiven II"        | Matt Mahurin               |
| 1998 | "Fuel"                     | Wayne Isham                |
| 1998 | "Turn the Page"            | Jonas Åkerlund             |
| 1999 | "Whiskey in the Jar"       | Jonas Åkerlund             |
| 1999 | "No Leaf Clover"           | Wayne Isham                |
| 2000 | "I Disappear"              | Wayne Isham                |
| 2003 | "St. Anger"                | The Malloys                |
| 2003 | "Frantic"                  | Wayne Isham                |
| 2004 | "The Unnamed Feeling"      | The Malloys                |
| 2004 | "Some Kind of Monster"     | Bruce Sinofsky             |
| 2008 | "The Day That Never Comes" | Thomas Vinterberg          |
| 2008 | "All Nightmare Long"       | Roboshobo                  |
| 2009 | "Broken, Beat & Scarred"   | Wayne Isham                |
| 2011 | "The View"                 | Darren Aronofsky           |
| 2016 | "Hardwired"                |                            |
| 2016 | "Moth Into Flame"          |                            |
| 2016 | "Atlas, Rise!"             |                            |
| 2016 | "Now That We're Dead"      |                            |
| 2016 | "Dream No More"            |                            |
| 2016 | "Halo On Fire"             |                            |
| 2016 | "Confusion"                |                            |
| 2016 | "ManUNkind"                |                            |
| 2016 | "Here Comes Revenge"       |                            |
| 2016 | "Am I Savage?"             |                            |
| 2016 | "Murder One"               |                            |
| 2016 | "Spit Out The Bone"        |                            |

## Box sets
| Ano  | Detalhes                                                                            |
| ---- | ----------------------------------------------------------------------------------- |
| 1990 | The Good, the Bad and the Live - Lançamento: 1990 - Formato: LP                     |
| 2004 | Metallica: Vinyl Box Set - Lançamento: 23 de Novembro de 2004 - Formato: LP         |
| 2009 | The Metallica Collection - Lançamento: 14 de Abril de 2009 - Formato: Download pago |

## Outras aparições
| Ano  | Canção                             | Álbum                                                |
| ---- | ---------------------------------- | ---------------------------------------------------- |
| 1982 | "Hit the Lights"                   | Metal Massacre, Vol. 1                               |
| 1990 | "Stone Cold Crazy"                 | Rubáiyát: Elektra's 40th Anniversary                 |
| 2000 | "I Disappear"                      | Missão Impossível II                                 |
| 2002 | "We Did It Again" (com Ja Rule)    | Presents G.H.E.T.T.O. Stories                        |
| 2003 | "53rd & 3rd"                       | We're a Happy Family: A Tribute to Ramones           |
| 2007 | Ecstasy of Gold                    | We All Love Ennio Morricone                          |
| 2008 | "Remember Tomorrow"                | Maiden Heaven: A Tribute to Iron Maiden              |
| 2009 | You Really Got Me (com Ray Davies) | See My Friends                                       |
| 2012 | "When a Blind Man Cries"           | Re-Machined: A Tribute to Deep Purple's Machine Head |